# Дранов, Сергей Геннадьевич
Сергей Геннадьевич Дранов (1 сентября 1977, Севастополь, Украинская ССР, СССР) — украинский футболист, нападающий и тренер.

## Игровая карьера
Воспитанник севастопольского футбола. Тренер — Б. З. Байтман. Во взрослый футбол начинал играть в севастопольской «Чайке». В 1995 году молодого форварда — бронзового призёра чемпионата Европы среди юниоров — пригласили в донецкий «Шахтёр». 01 июня 1995 года в игре с «Кривбассом» состоялся дебют Дранова в высшей лиге чемпионата Украины, а уже 23 июня в гостевой игре с «Черноморцем», выйдя на замену, забил первый гол за «горняков», принесший команде ничью.
В 1996 году после одного из неофициальных турниров, проходившего в Испании, где «Шахтёр» занял второе место, Сергея хотел видеть в своих рядах тренерский штаб итальянской «Фиорентины». Однако из донецкой команды игрока не отпустили.
В 1997 году получил серьёзную травму колена. Долго лечился, потом восстанавливался, но вернуть былую форму мне так и не смог. Был отправлен в аренду. Поиграл в командах «Сталь» (Алчевск), «Николаев» и «Днепр».
С 1999 по 2003 год выступал в донецком «Металлурге». Дважды становился бронзовым призёром чемпионата Украины (2001/02, 2002/03). В 2004 году перешёл в «Кривбасс», где и завершил игровую карьеру.

### Карьера в сборной
Выступал в юниорской и молодёжной сборных Украины. В 1994 году играл в финальной части юношеского чемпионата Европы. В группе украинцы по разнице забитых и пропущенных мячей уступили будущему чемпиону турнира — турецкой сборной. Вышли в плей-офф чемпионата. В 1/4 финала по пенальти была обыграна сборная Англии — 7:6. В полуфинале также по пенальти уступили датчанам — 3:5. 8 мая 1994 в столице Ирландии Дублине, в матче за третье место Украинские юниоры встретились с ровесниками из Австрии и сумели их уверенно переиграть — 2:0.
Играл в молодёжной сборной Виктора Колотова, составленной из ребят 1977 года рождения и моложе, которую в конце цикла принял Владимир Онищенко. С 6 мячами Дранов становился лучшим бомбардиром украинцев в отборе к молодёжному Euro-2000.

## Тренерская карьера
Перешёл на тренерскую работу. Работал тренером детско-юношеской команды «Севастополя» 1995 года рождения (U-16). С июля 2011 года тренировал дубль симферопольской «Таврии». После увольнения с поста старшего тренера молодёжного состава «Таврии» Сергей Геннадьевич продолжил работу в структуре клуба в другой должности. С 2013 по 2014 год — тренер команды ФК «Севастополь» 1999 года рождения (U-15). После присоединения Крыма К России принял Российское гражданство.
18 ноября был назначен тренером Сборной Крыма созданной по решению руководства Крымского футбольного Союза
Работает в тренером-преподавателем на кафедре «Физвоспитание и спорт» Севастопольского государственного университета . Также является главным тренером сборной команды СевГУ по футболу. 